# 變形金剛：賽博坦殞落
《變形金剛：賽博坦殞落》（英語：Transformers：Fall of Cybertron）是一款2012年发售的變形金剛電玩遊戲。前作為《變形金剛：賽博坦之戰》，玩家可以扮演多個變形金剛角色進行射擊冒險遊戲。
劇情建構在變形金剛種族的內戰時期為背景內容，這場內戰導致博派與狂派放棄了瀕臨滅亡的故鄉賽博坦行星，踏上流浪宇宙的漫長旅程，可以視為前傳作品。